# Саут-Банк

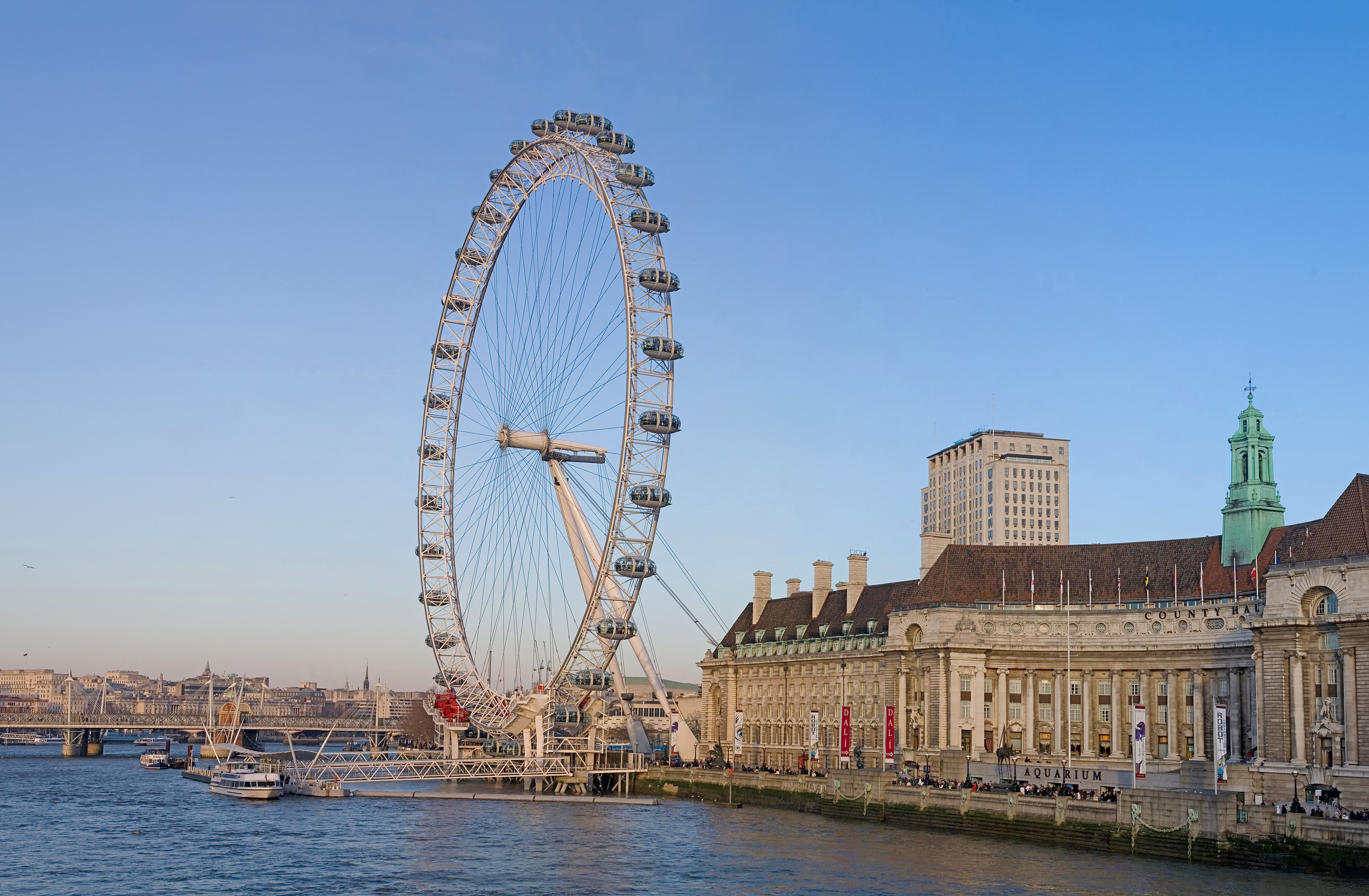
Колесо обозрения и Каунти-холл

Саут-Банк (англ. South Bank) — район Лондона, южный берег Темзы.
К началу XIX века южный берег Темзы стал очень важным районом расширяющейся городской застройки. Здесь возникло множество складских помещений, причалов, появились жилые массивы. 

## Достопримечательности
Архитектура
- Саутуоркский собор — (Southwark Cathedral)
- Мост тысячелетия — (Millenium Bridge)

Искусство
- Галерея «Тейт Модерн» — (Tate Modern)
- Галерея «Вселенная Дали» — (Dali Universe)

Подводный мир
- Лондонский аквариум — (London Aquarium)

Вид на город
- Колесо обозрения «Лондонский глаз» — (BA London Eye)

Музеи
- Депо Брунела и выставка «Туннель» — (Brunel Engine House and Tunnel Exhibition)
- Музей дизайна — (Design Museum)
- Корабль музей «Белфаст» — (HMS Belfast)
- Музей Уинстона Черчилля «Британия в войне» — (Winston Churchill’s Britain at War Experience)
- Лондонский Данжн (Ублиет — подземная средневековая тюрьма) — (London Dungeon)
- Музей чая и кофе «Брама» — (Bramah Tea & Coffee Museum)
- Театр Шекспира «Глобус» и Выставка — (Shakespeare’s Globe Theatre and Exhibition)
- Музей Флоренс Найтингейл — (Florence Nightingale Museum)
- Военный музей империи — (Imperial War Museum)